# Campionatul Mondial de Fotbal 1958
Campionatul Mondial de Fotbal 1958 a fost cea de-a șasea ediție a celei mai importante competiții la care participă echipe naționale din toată lumea, ediție ce s-a desfășurat în Suedia. Turneul a fost câștigat de, Brazilia, care a învins Suedia cu 5-2 în finală câștigând primul lor titlu din istorie. Până în prezent, acesta este singurul turneul final, care a avut loc în Europa și nu a fost câștigat de o echipă din Europa. Turneul este notabil pentru că marchează lansarea pe scena fotbalului a tânărului fotbalist brazilian de 17 ani, Pelé.

## Stadioane
Un total de 12 orașe au găzduit turneul:
| Oraș        | Stadion             | Capacitate | Construit |
| Stockholm   | Stadionul Råsunda** | 50.000     | 1937      |
| Göteborg    | Ullevi*             | 50.000     | 1958      |
| Malmö       | Malmö Stadion*      | 30.000     | 1958      |
| Eskilstuna  | Tunavallen          | 20.000     | 1924      |
| Norrköping  | Idrottsparken**     | 20.000     | 1904      |
| Sandviken   | Jernvallen          | 20.000     | 1938      |
| Helsingborg | Olympia             | 16.000     | 1898      |
| Borås       | Ryavallen           | 15.000     | 1941      |
| Halmstad    | Örjans Vall         | 15.000     | 1922      |
| Örebro      | Eyravallen          | 13.000     | 1923      |
| Uddevalla   | Rimnersvallen       | 12.000     | 1921      |
| Västerås    | Arosvallen          | 10.000     | 1932      |

- * Construit pentru Campionatul Mondial
- ** Mărit pentru Campionatul Mondial

Notă:La unele meciuri au fost prezenți mai mulți oameni decât permitea capacitatea stadionului.

## Tragerea la sorți
| Urna Europei de Vest                           | Urna Europei de Est                                       | Urna Britanică                                     | Urna Americilor                           |
| ---------------------------------------------- | --------------------------------------------------------- | -------------------------------------------------- | ----------------------------------------- |
| - Suedia - Germania de Vest - Austria - Franța | - Cehoslovacia - Ungaria - Uniunea Sovietică - Iugoslavia | - Anglia - Irlanda de Nord - Scoția - Țara Galilor | - Argentina - Brazilia - Mexic - Paraguay |

## Loturi
Pentru o listă completă a loturilor de la turneul final, vezi: Loturile pentru Campionatul Mondial de Fotbal 1958.

## Rezultate

### Faza grupelor

#### Grupa 1
| Echipa           | Jucate | V | E | Î | GM | GP | DG   | Pct |
| ---------------- | ------ | - | - | - | -- | -- | ---- | --- |
| Germania de Vest | 3      | 1 | 2 | 0 | 7  | 5  | 1.40 | 4   |
| Irlanda de Nord  | 3      | 1 | 1 | 1 | 4  | 5  | 0.80 | 3   |
| Cehoslovacia     | 3      | 1 | 1 | 1 | 8  | 4  | 2.00 | 3   |
| Argentina        | 3      | 1 | 0 | 2 | 5  | 10 | 0.50 | 2   |

- Irlanda de Nord a terminat înaintea Cehoslovaciei după ce a câștigat play-offul.

| Germania de Vest         | 3 – 1  | Argentina   |
| ------------------------ | ------ | ----------- |
| Rahn 32', 79' Seeler 42' | Report | Corbatta 3' |

| Irlanda de Nord | 1 – 0  | Cehoslovacia |
| --------------- | ------ | ------------ |
| Cush 21'        | Report |              |

| Argentina                                 | 3 – 1  | Irlanda de Nord |
| ----------------------------------------- | ------ | --------------- |
| Corbatta 37' (pen.) Menéndez 56' Avio 60' | Report | McParland 4'    |

| Germania de Vest     | 2 – 2  | Cehoslovacia                |
| -------------------- | ------ | --------------------------- |
| Schäfer 60' Rahn 71' | Report | Dvořák 24' (pen.) Zikán 42' |

| Germania de Vest    | 2 – 2  | Irlanda de Nord    |
| ------------------- | ------ | ------------------ |
| Rahn 20' Seeler 78' | Report | McParland 18', 60' |

| Cehoslovacia                                           | 6 – 1  | Argentina           |
| ------------------------------------------------------ | ------ | ------------------- |
| Dvořák 8' Zikán 17', 39' Feureisl 68' Hovorka 81', 89' | Report | Corbatta 64' (pen.) |

##### Play-off
| Irlanda de Nord    | 2 – 1 (d.p.) | Cehoslovacia |
| ------------------ | ------------ | ------------ |
| McParland 44', 97' | Report       | Zikán 18'    |

#### Grupa 2
| Echipa     | Jucate | V | E | Î | GM | GP | DG   | Pct |
| ---------- | ------ | - | - | - | -- | -- | ---- | --- |
| Franța     | 3      | 2 | 0 | 1 | 11 | 7  | 1.57 | 4   |
| Iugoslavia | 3      | 1 | 2 | 0 | 7  | 6  | 1.17 | 4   |
| Paraguay   | 3      | 1 | 1 | 1 | 9  | 12 | 0.75 | 3   |
| Scoția     | 3      | 0 | 1 | 2 | 4  | 6  | 0.67 | 1   |

- Franța a terminat înaintea Iugoslaviei la media de goluri

| Franța                                                                 | 7 – 3  | Paraguay                            |
| ---------------------------------------------------------------------- | ------ | ----------------------------------- |
| Fontaine 24', 30', 67' Piantoni 52' Wisnieski 61' Kopa 70' Vincent 83' | Report | Amarilla 20', 44' (pen.) Romero 50' |

| Iugoslavia   | 1 – 1  | Scoția     |
| ------------ | ------ | ---------- |
| Petaković 6' | Report | Murray 49' |

| Iugoslavia                         | 3 – 2  | Franța           |
| ---------------------------------- | ------ | ---------------- |
| Petaković 16' Veselinović 63', 88' | Report | Fontaine 4', 85' |

| Paraguay                    | 3 – 2  | Scoția                |
| --------------------------- | ------ | --------------------- |
| Agüero 4' Ré 45' Parodi 73' | Report | Mudie 24' Collins 74' |

| Franța                | 2 – 1  | Scoția    |
| --------------------- | ------ | --------- |
| Kopa 22' Fontaine 44' | Report | Baird 58' |

| Paraguay                         | 3 – 3  | Iugoslavia                                |
| -------------------------------- | ------ | ----------------------------------------- |
| Parodi 20' Agüero 52' Romero 80' | Report | Ognjanović 18' Veselinović 21' Rajkov 73' |

#### Grupa 3
| Echipa       | Jucate | V | E | Î | GM | GP | DG   | Pct |
| ------------ | ------ | - | - | - | -- | -- | ---- | --- |
| Suedia       | 3      | 2 | 1 | 0 | 5  | 1  | 5.00 | 5   |
| Țara Galilor | 3      | 0 | 3 | 0 | 2  | 2  | 1.00 | 3   |
| Ungaria      | 3      | 1 | 1 | 1 | 6  | 3  | 2.00 | 3   |
| Mexic        | 3      | 0 | 1 | 2 | 1  | 8  | 0.13 | 1   |

- Wales finished ahead of Hungary by winning a play-off

| Suedia                                 | 3 – 0  | Mexic |
| -------------------------------------- | ------ | ----- |
| Simonsson 17', 64' Liedholm 57' (pen.) | Report |       |

| Ungaria   | 1 – 1  | Țara Galilor   |
| --------- | ------ | -------------- |
| Bozsik 5' | Report | J. Charles 27' |

| Mexic        | 1 – 1  | Țara Galilor     |
| ------------ | ------ | ---------------- |
| Belmonte 89' | Report | I. Allchurch 32' |

| Suedia          | 2 – 1  | Ungaria   |
| --------------- | ------ | --------- |
| Hamrin 34', 55' | Report | Tichy 77' |

| Suedia | 0 – 0  | Țara Galilor |
| ------ | ------ | ------------ |
|        | Report |              |

| Ungaria                                | 4 – 0  | Mexic |
| -------------------------------------- | ------ | ----- |
| Tichy 19', 46' Sándor 54' Bencsics 69' | Report |       |

##### Play-off
| Țara Galilor                | 2 – 1  | Ungaria   |
| --------------------------- | ------ | --------- |
| I. Allchurch 55' Medwin 76' | Report | Tichy 33' |

#### Grupa 4
| Echipa            | Jucate | V | E | Î | GM | GP | DG   | Pct |
| ----------------- | ------ | - | - | - | -- | -- | ---- | --- |
| Brazilia          | 3      | 2 | 1 | 0 | 5  | 0  | ∞    | 5   |
| Uniunea Sovietică | 3      | 1 | 1 | 1 | 4  | 4  | 1.00 | 3   |
| Anglia            | 3      | 0 | 3 | 0 | 4  | 4  | 1.00 | 3   |
| Austria           | 3      | 0 | 1 | 2 | 2  | 7  | 0.29 | 1   |

- The Soviet Union finished ahead of England by winning a play-off

| Brazilia                           | 3 – 0  | Austria |
| ---------------------------------- | ------ | ------- |
| Mazzola 37', 85' Nílton Santos 50' | Report |         |

| Uniunea Sovietică          | 2 – 2  | Anglia                      |
| -------------------------- | ------ | --------------------------- |
| Simonyan 13' A. Ivanov 56' | Report | Kevan 66' Finney 85' (pen.) |

| Brazilia | 0 – 0  | Anglia |
| -------- | ------ | ------ |
|          | Report |        |

| Uniunea Sovietică       | 2 – 0  | Austria |
| ----------------------- | ------ | ------- |
| Ilyin 15' V. Ivanov 62' | Report |         |

| Anglia               | 2 – 2  | Austria               |
| -------------------- | ------ | --------------------- |
| Haynes 56' Kevan 74' | Report | Koller 15' Körner 71' |

| Brazilia     | 2 – 0  | Uniunea Sovietică |
| ------------ | ------ | ----------------- |
| Vavá 3', 77' | Report |                   |

##### Play-off
| Uniunea Sovietică | 1 – 0  | Anglia |
| ----------------- | ------ | ------ |
| Ilyin 69'         | Report |        |

### Faza eliminatorie
|  | Sferturi de finală    | Sferturi de finală |                     |        | Semifinale       | Semifinale  |  |  | Finala              | Finala |
|  |                       |                    |                     |        |                  |             |  |  |                     |        |
|  | 19 iunie – Malmö      |                    |                     |        |                  |             |  |  |                     |        |
|  |                       |                    |                     |        |                  |             |  |  |                     |        |
|  | Germania de Vest      | 1                  |                     |        |                  |             |  |  |                     |        |
|  | Germania de Vest      | 1                  | 24 iunie - Göteborg |        |                  |             |  |  |                     |        |
|  | Iugoslavia            | 0                  |                     |        |                  |             |  |  |                     |        |
|  | Iugoslavia            | 0                  | Germania de Vest    | 1      |                  |             |  |  |                     |        |
|  | 19 iunie - Solna      |                    | Germania de Vest    | 1      |                  |             |  |  |                     |        |
|  |                       | Suedia             | 3                   |        |                  |             |  |  |                     |        |
|  | Suedia                | Suedia             | 3                   | 2      |                  |             |  |  |                     |        |
|  | Suedia                |                    | 29 iunie – Solna    | 2      |                  |             |  |  |                     |        |
|  | Uniunea Sovietică     | 0                  |                     |        |                  |             |  |  |                     |        |
|  | Uniunea Sovietică     | 0                  | Suedia              | 2      |                  |             |  |  |                     |        |
|  | 19 iunie - Norrköping |                    | Suedia              | 2      |                  |             |  |  |                     |        |
|  |                       | Brazilia           | 5                   |        |                  |             |  |  |                     |        |
|  | Franța                | Brazilia           | 5                   | 4      |                  |             |  |  |                     |        |
|  | Franța                | 24 iunie – Solna   |                     | 4      |                  |             |  |  |                     |        |
|  | Irlanda de Nord       | 0                  |                     |        |                  |             |  |  |                     |        |
|  | Irlanda de Nord       | 0                  | Franța              | 2      | Finala mică      | Finala mică |  |  |                     |        |
|  | 19 iunie - Göteborg   |                    | Franța              | 2      | Finala mică      | Finala mică |  |  |                     |        |
|  |                       | Brazilia           | 5                   |        |                  |             |  |  |                     |        |
|  | Brazilia              | Brazilia           | 5                   | 1      | Germania de Vest | 3           |  |  |                     |        |
|  | Brazilia              |                    |                     | 1      | Germania de Vest | 3           |  |  |                     |        |
|  | Țara Galilor          | 0                  |                     | Franța | 6                |             |  |  |                     |        |
|  | Țara Galilor          | 0                  |                     |        | 6                |             |  |  |                     |        |
|  |                       |                    |                     |        |                  |             |  |  | 28 iunie - Göteborg |        |
|  |                       |                    |                     |        |                  |             |  |  |                     |        |

#### Sferturi de finală
| Franța                                       | 4 – 0  | Irlanda de Nord |
| -------------------------------------------- | ------ | --------------- |
| Wisnieski 22' Fontaine 55', 63' Piantoni 68' | Report |                 |

| Suedia                   | 2 – 0  | Uniunea Sovietică |
| ------------------------ | ------ | ----------------- |
| Hamrin 49' Simonsson 88' | Report |                   |

| Brazilia | 1 – 0  | Țara Galilor |
| -------- | ------ | ------------ |
| Pelé 66' | Report |              |

| Germania de Vest | 1 – 0  | Iugoslavia |
| ---------------- | ------ | ---------- |
| Rahn 12'         | Report |            |

#### Semifinale
| Franța                   | 2 – 5  | Brazilia                            |
| ------------------------ | ------ | ----------------------------------- |
| Fontaine 9' Piantoni 83' | Report | Vavá 2' Didi 39' Pelé 52', 64', 75' |

| Germania de Vest | 1 – 3  | Suedia                           |
| ---------------- | ------ | -------------------------------- |
| Schäfer 24'      | Report | Skoglund 32' Gren 81' Hamrin 88' |

#### Meciul pentru locul trei
| Germania de Vest                     | 3 – 6  | Franța                                                |
| ------------------------------------ | ------ | ----------------------------------------------------- |
| Cieslarczyk 18' Rahn 52' Schäfer 84' | Report | Fontaine 16', 36', 78', 89' Kopa 27' (pen.) Douis 50' |

#### Finala
| Suedia                    | 2 – 5  | Brazilia                               |
| ------------------------- | ------ | -------------------------------------- |
| Liedholm 4' Simonsson 80' | Report | Vavá 9', 32' Pelé 55', 90' Zagallo 68' |

## Marcatori
| 13 goluri - Just Fontaine 6 goluri - Pelé - Helmut Rahn 5 goluri - Vavá - Peter McParland 4 goluri - Roger Piantoni - Zdeněk Zikán - Lajos Tichy - Kurt Hamrin - Agne Simonsson 3 goluri - Omar Oreste Corbatta - Hans Schäfer - Todor Veselinović | 2 goluri - Mazzola - Milan Dvořák - Václav Hovorka - Derek Kevan - Raymond Kopa - Maryan Wisnieski - Uwe Seeler - Juan Agüero - Florencio Amarilla - José Parodi - Jorge Lino Romero - Aleksandr Ivanov - Nils Liedholm - Ivor Allchurch - Aleksandar Petaković 1 gol - Ludovico Avio - Norberto Menéndez - Karl Koller - Alfred Körner - Didi - Nílton Santos - Mário Zagallo - Jiří Feureisl | - Tom Finney - Johnny Haynes - Yvon Douis - Jean Vincent - Hans Cieslarczyk - József Bencsics - József Bozsik - Károly Sándor - Jaime Belmonte - Wilbur Cush - Cayetano Ré - Sammy Baird - Bobby Collins - Jackie Mudie - Jimmy Murray - Anatoli Ilyin - Valentin Ivanov - Nikita Simonyan - Gunnar Gren - Lennart Skoglund - John Charles - Terry Medwin - Radivoje Ognjanović - Zdravko Rajkov |